# Meta Corssen

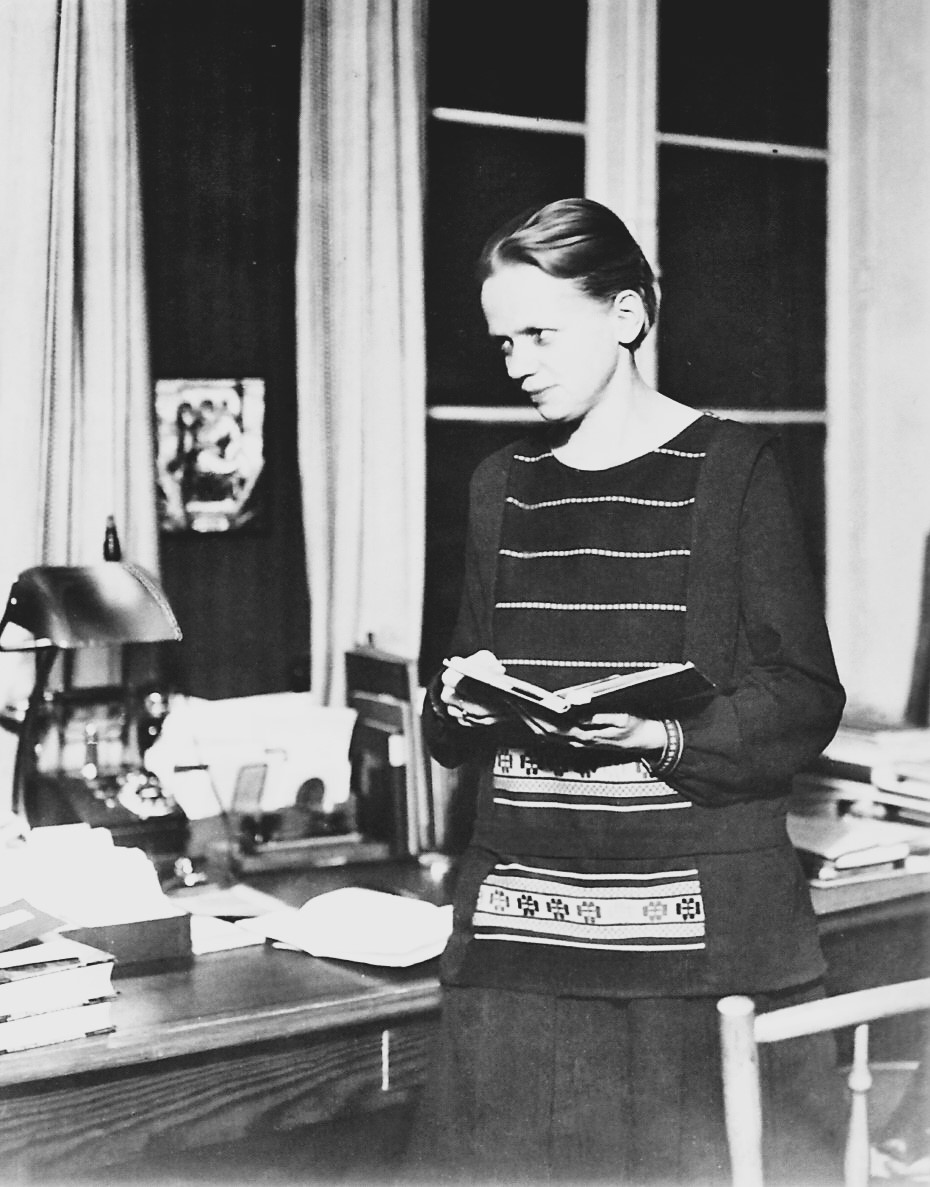
Meta Corssen (1930)

Meta Corssen, auch: Corßen (* 14. März 1894 in Lüneburg; † 3. Juni 1957 in Hamburg) war eine deutsche Germanistin und Bibliothekarin.

## Leben und Wirken
Meta Corssen war die Tochter des Redakteurs Dr. Friedrich Corssen (* 1852) und seiner Frau Dora, geb. Klapp. Sie besuchte das Lyzeum in Lüneburg, erhielt Privatstunden und legte 1913 am Ratsgymnasium Hannover das Abitur ab. An den Universitäten Freiburg im Breisgau und Berlin studierte sie Deutsch und Geschichte.  In Berlin wurde sie 1919 zum Dr. phil. promoviert. Sie begann ein Referendariat an der Victoria-Luise-Schule in Berlin-Wilmersdorf, wechselte aber bald an die Freie Schulgemeinde Wickersdorf. 1921 entschied sie sich zu einem Berufswechsel und begann eine Ausbildung zur Bibliothekarin. 1923 wurde sie Diplom-Bibliothekarin.
Zum 17. Mai 1923 wurde Corssen als Nachfolgerin von Bennata Otten Leiterin der öffentlichen Bücherei in Lübeck, die gerade eine Abteilung der Stadtbibliothek geworden war. Sie veröffentlichte zahlreiche Sammelbesprechungen und Hinweise in den Lübeckischen Blättern. In der Festschrift zum Neubau der Stadtbibliothek beschrieb sie die Aufgaben der Öffentlichen Bücherei.
Sie war seit 1919 Mitglied der SPD und von 1921 bis 1932 Mitarbeiterin der Sozialistischen Monatshefte, zuständig für die Rubrik Frauenbewegung.
Nach der Machtübernahme der Nationalsozialisten wurde sie am 4. April 1933 durch Ulrich Burgstaller beurlaubt und bald darauf zum 30. Juni 1933 gegen ihren entschiedenen Protest nach § 4 des Gesetzes zur Wiederherstellung des Berufsbeamtentums entlassen.
Sie emigrierte nach Italien und wirkte als Lehrerin in Florenz. 1943 kehrte sie nach Deutschland zurück und gab bis Kriegsende Privatstunden. Eine Wiedereinstellung in Lübeck, die ihr im Oktober 1945 angeboten wurde, lehnte sie ab. Sie zog zu ihrer verwitweten Mutter nach Lüneburg und arbeitete in der Ratsbücherei Lüneburg bis zu ihrer Pensionierung 1953.

## Werke
- Kleists und Shakespeares dramatische Sprache. Diss. Berlin 1919.
- Adele Gerhard. Rheinland-Verlag, Köln 1922. (Rheinische Sammlung; Nr. 4)
- Frauenschicksale: Aus der Memoirenliteratur der Öffentlichen Bücherhalle. [Lübeck]: [s. n] [1924]
- Geschichten aus den Bergen, aus der Heide und vom Meer : Aus der erzählenden Literatur der Öffentlichen Bücherhalle. Lübeck: [s. n.] [1925]
- Kleist und Shakespeare. A. Duncker, Weimar 1930. (Forschungen zur neueren Literaturgeschichte; 61; Nachdruck: Gerstenberg, Hildesheim 1978)